# Паспорт громадянина підмандатної Палестини
Паспорт громадянина підмандатної Палестини — основний документ, що засвідчував особу громадянина підмандатної Палестини у 1925–1948 рр. Перші паспорти із коричневою обкладинкою з'явилися близько 1927 року після ухвалення у 1925 році Закону про національність. Лише з 1926 по 1935 було видано близько 70 тисяч таких паспортів.

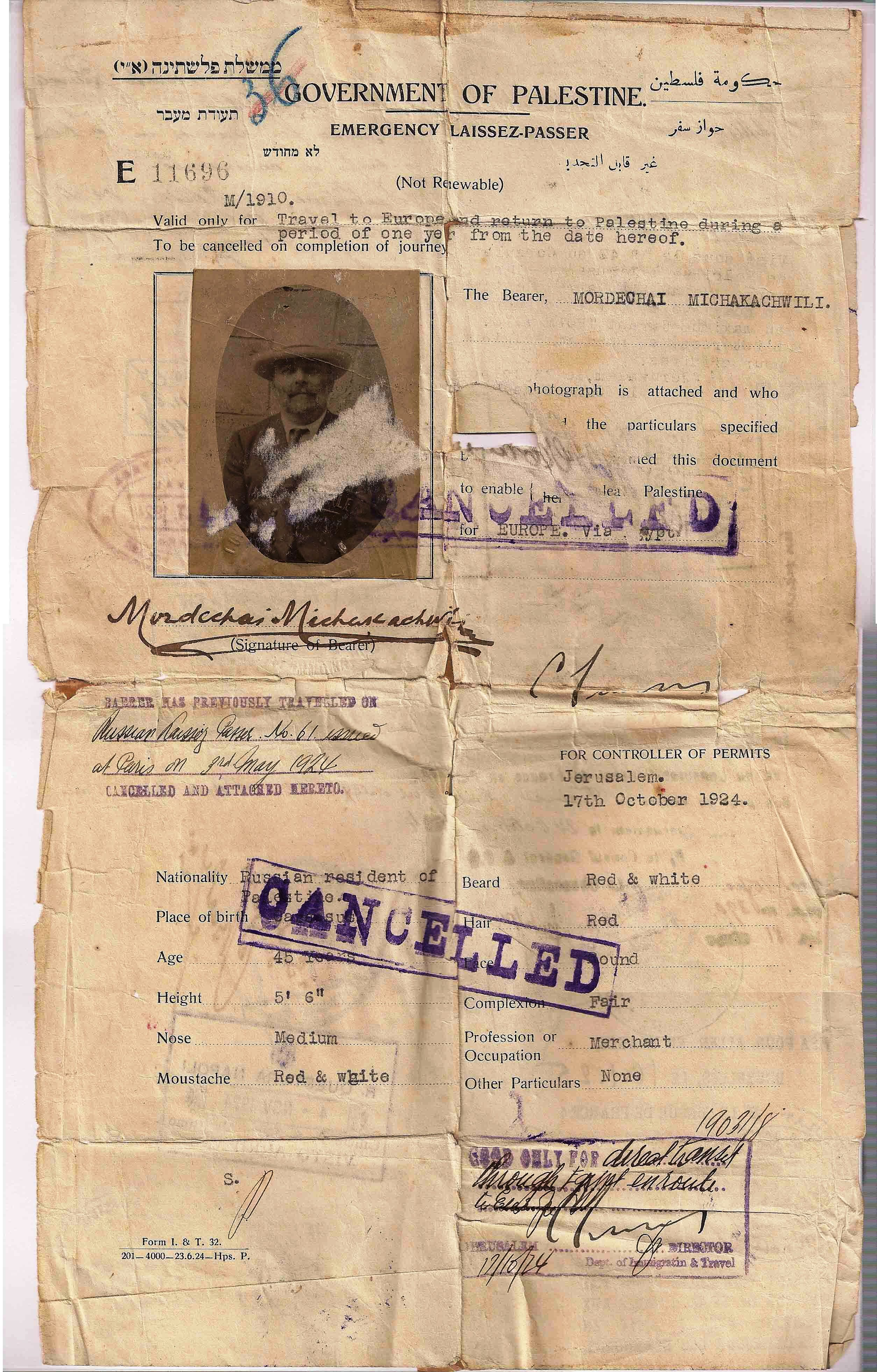
До офіційних паспортів. виданих урядом Британського мандату у Палестині, британці видавали спеціальні пропускні документи (лессе-пассе). На фото — зразок такого документу 1924 року. Держава, що видала цей документ, записана англійською як "Palestine" (Палестина), арабською як "فلسطين" (Палестина) та як "(פלשתינה (א״י" («Палестина» та акронім для Ерец-Ісраель (Землі Ізраїлю)) івритом.

Статус громадянства підмандатної Палестини було юридично затверджено у 1925 році. До цього часу уряд Палестини видавав британські паспорти для осіб із британською національністю та два додаткових типи документів для інших:
1. Тимчасове посвідчення громадянства Палестини видавалося особами, які виявили бажання отримати це громадянство, проживали у Палестині та могли довести, що вони були народжені у Палестині, їх батько був народжений у Палестині або вони були «колишніми підданими російської імперії, які у примусовому порядку отримали османське громадянство в Палестині під час нещодавньої війни».[2] З кінця 1924 року дружини таких осіб також мали право на отримання цього посвідчення.[3]
2. Спеціальні пропускні документи (Laissez passer / лессе-пассе).[2]

Громадянство підмандатної Палестини та різні способи його отримання визначені в указі у Раді від 24 липня 1925 року. Турецькі піддані, які проживали у Палестині (включно із Трансйорданією) станом на 1 серпня 1925 року, автоматично отримували громадянство Палестини у випадку, якщо до цього часу вони від цього не відмовились. Інші категорії осіб також могли висловлювати своє бажання про отримання громадянства, які розглядалися і затверджувалися або відхилялися Верховним комісаром Палестини. Постанова, що надавала Верховному комісарові право видавати паспорти громадянам підмандатної Палестини, була прийнята невдовзі потому.
Хоча громадянська позиція підмандатної Палестини була предметом дебатів у британському уряду з 1920 року, головною причиною відкладення цього питання був той факт, що турецькі піддані офіційно вважалися ворожими іноземцями допоки у 1923 році не було ратифіковано Лозаннський мирний договір.
Громадяни Палестини мали право проживати у ній, проте вони не вважалися британськими підданими — замість цього їх визнавали особами, що знаходяться під захистом британської корони.
Паспорти громадян підмандатної Палестини стали недійсними після завершення Британського мандату 15 травня 1948 року. Тим не менше на початку 1950-х рр. посадовці ООН описували «затертий, із загнутими куточками сторінок палестинський паспорт, виданий за часів Британського мандату урядом, якого вже не існує» як «залишки самобутності, які так цінували біженці».
Згідно із громадянством, обраним після арабо-ізраїльської війни 1948–1949 рр., колишнім підданим Британського мандату були запропоновані паспорти громадян Ізраїлю, Всепалестинського уряду або Йорданії. Значна кількість палестинських арабів, особливо у Секторі Гази та біженці у Сирії та Лівані, лишилися без громадянства.